# Aventure en Libye
Pour plus de détails, voir Fiche technique et Distribution.
Aventure en Libye (titre original : Immortal Sergeant) est un film américain réalisé par John M. Stahl et sorti en 1943.

## Synopsis
En Libye, pendant la Seconde Guerre mondiale, le caporal canadien Spence est à la tête d'un groupe de soldats anglais après la mort du sergent Kelly dont la personnalité l'a fortement impressionné. Il les guide dans le désert à la recherche d'un oasis. Durant ce long parcours, il puise son énergie dans le souvenir de celle qu'il aime, Valentine, rencontrée à Londres avant le début de la guerre, et dans la présence morale obsédante du sergent.

## Fiche technique
- Titre : Aventure en Libye
- Titre original : Immortal Sergeant
- Réalisation : John M. Stahl
- Scénario : Lamar Trotti d'après le roman de John Brophy
- Production : Lamar Trotti et William Goetz
- Société de production : 20th Century Fox
- Direction musicale : Alfred Newman
- Musique : David Buttolph
- Photographie : Clyde De Vinna et Arthur C. Miller
- Montage : James B. Clark
- Direction artistique : Richard Day et Maurice Ransford
- Décors : Thomas Little et Fred J. Rode
- Costumes : Earl Luick et Sam Benson
- Chorégraphie : Arthur Appell
- Pays de production : États-Unis
- Langue : Anglais
- Format : Noir et blanc - Son : Mono (Western Electric Recording)
- Genre : Guerre
- Durée : 91 minutes
- Distribution : 20th Century Fox
- Dates de sortie : 
  - États-Unis : 11 janvier 1943 première
  - France : 21 septembre 1949

## Distribution
- Henry Fonda : Caporal Colin Spence
- Maureen O'Hara : Valentine
- Thomas Mitchell : Sergent Kelly
- Allyn Joslyn : Cassity
- Reginald Gardiner : Benedict
- Melville Cooper : Pilcher
- Bramwell Fletcher : Symes
- Morton Lowry : Cottrell